# John Gilmour (2e baronnet)
John Gilmour, (27 mai 1876 - 30 mars 1940) est un homme politique unioniste écossais. Il est notamment ministre de l'Intérieur de 1932 à 1935.

## Jeunesse
Il est le fils de John Gilmour (1er baronnet), président du parti écossais conservateur et unioniste, qui est créé baronnet en 1897 et d'Henrietta, fille de David Gilmour. Il fait ses études au Trinity College de Glenalmond, à l'Université d'Édimbourg et au Trinity Hall de Cambridge.

## Service militaire
Il est lieutenant dans le Fifeshire Volunteer Light Horse, et fait partie des officiers des bataillons de volontaires Fife et Forfar qui participent à la seconde guerre des Boers. Il est nommé lieutenant dans la Yeomanry impériale le 7 février 1900 et sert en Afrique du Sud avec la 20e compagnie (Fife et Forfarshire Light Horse) du 6e Bataillon. Il quitte Liverpool pour l'Afrique du Sud avec la compagnie sur le SS Cymric en mars 1900 . Pour son service, il reçoit la médaille de la Reine avec 4 fermoirs et est cité deux fois dans des dépêches (par Lord Roberts le 4 septembre 1901 et dans la dernière dépêche de Lord Kitchener du 23 juin 1902). Ses lettres de la guerre des Boers ont été publiées en 1996 sous le titre "Clearly My Duty" par son fils, Sir John Gilmour (3e baronnet) (en). Il sert de nouveau pendant la Première Guerre mondiale avec le Fife et Forfar Yeomanry, où il est de nouveau mentionné dans les dépêches et reçoit le DSO avec barreau. Il devient lieutenant-colonel lorsqu'il commandza le Fife et le Forfar Yeomanry. Le 8 mai 1931, il est nommé colonel honoraire de Fife et Forfar Yeomanry.

## Carrière politique
Il se présente sans succès à East Fife en 1906 et est élu député d'East Renfrewshire de 1910 à 1918 et de Glasgow Pollok de 1918 à 1940. Il est Lords du Trésor en 1921-1922, whip du parti unioniste écossais de 1919-1922 et en 1924.
Il est nommé Secrétaire d'État pour l'Écosse en 1924 et est devenu le premier secrétaire d'État pour l'Écosse lorsque le poste est reclassé en 1926. Gilmour, en tant que secrétaire de l'Écosse, a répudié le rapport de l'Église d'Écosse, "La menace de la race irlandaise à notre nationalité écossaise". Il est ministre de l'Intérieur de 1932 à 1935.
Plus tard dans sa carrière, il est ministre de la marine marchande au cours des premiers mois de la Seconde Guerre mondiale mais est décédé au pouvoir en 1940 .

## Autres postes
Gilmour est maître des Fife Fox Hounds, 1902–1906 et membre du Fife County Council 1901–1910. Il est recteur de l'Université d'Édimbourg, 1926-1929 et reçoit des diplômes honorifiques de l'Université de Glasgow en 1925, de l'Université d'Édimbourg en 1927 et de l'Université de St Andrews en 1929. Il est brigadier de la Royal Company of Archers. Il est nommé vice-lieutenant du comté de Fife le 27 mars 1936 et GCVO 1935.

## Famille
Il épouse Mary Louise Lambert, fille d'Edward Tiley Lambert, le 9 avril 1902 à l'église St. Mary, Battle, Sussex. Après sa mort en 1919, il se remarie avec la sœur de sa première femme, Violet Agnes, en 1920. En 1930, il épouse Mary Cecilia Rhodesia Hamilton (1896–1984), fille de James Hamilton (3e duc d'Abercorn), et son épouse, Rosalind Bingham. Gilmour et sa troisième femme ont un fils ensemble.
Gilmour est mort d'une crise cardiaque à Londres le 30 mars 1940 âgé de 63 ans, et est remplacé comme baronnet par son fils de son premier mariage, John, qui a également une belle carrière politique. Sa fille de son premier mariage, Anne Margaret Bryans travaille pour la Croix-Rouge britannique, devenant vice-présidente du Comité exécutif de 1964 à 1976. Son arrière-neveu, George Younger, est également député conservateur et est secrétaire pour l'Ecosse de 1979 à 1986.